# Litsea vang
Litsea vang är en lagerväxtart som beskrevs av Paul Lecomte. Litsea vang ingår i släktet Litsea och familjen lagerväxter. Utöver nominatformen finns också underarten L. v. lobata.